# Catarhoe fumata
Catarhoe fumata är en fjärilsart som beskrevs av Eduard Friedrich Eversmann 1844. Catarhoe fumata ingår i släktet Catarhoe och familjen mätare. Inga underarter finns listade i Catalogue of Life.